# Joan Jara
Joan Alison Turner Roberts, más conocida como Joan Jara o Joan de Jara (nacida Joan Alison Turner; Londres, Inglaterra, 20 de julio de 1927-Santiago de Chile, 12 de noviembre de 2023) fue una bailarina y activista política británica, naturalizada chilena y reconocida por la Academia Chilena de Bellas Artes por su aporte a lo largo de toda su trayectoria en el desarrollo de la danza. En 2021 obtuvo el Premio Nacional de Artes de la Representación y Audiovisuales de Chile.
Creó la Fundación Víctor Jara y ha desempeñado una importante labor universitaria y popular en la difusión de la danza en Chile. En 2009 recibió la nacionalidad chilena por gracia, en reconocimiento a su aporte a la cultura, su trayectoria humana y su lucha por la recuperación de la democracia tras la dictadura militar que padeció Chile entre 1973 y 1990.

## Biografía

### Inicios en el baile y llegada a Chile
Su interés por la danza despertó en julio de 1944, cuando su madre la llevó al Haymarket Theatre para ver la coreografía La mesa verde de Kurt Jooss por la compañía de danza moderna alemana Ballets Jooss.
Al año siguiente Ballets Jooss regresó a Londres, Joan se escabulló en el teatro no solo para volver a ver la obra muchas veces, sino también para hablar con Kurt Jooss. Este le explicó que el Ballets había tenido que cerrar su escuela, pero que podía audicionar para él. Así lo hizo, y Kurt le dijo que valdría la pena que se formara profesionalmente y que la veía en un futuro como parte de la compañía.
En 1947 ingresó a la recién abierta Escuela de Danza de Sigurd Leeder (discípulo de Rudolf von Laban al igual que Kurt Jooss), dejando de lado una beca para estudiar historia en la Universidad de Londres. Luego de tres años de estudio, ingresó en enero de 1951 al Ballets Jooss, institución que le permitió recorrer gran parte de Europa; actuando en Alemania Occidental, Bélgica, Países Bajos, Suiza, Inglaterra, Escocia e Irlanda.
En la compañía conoció al coreógrafo, bailarín y actor chileno Patricio Bunster, con quien se casó en octubre de 1953. Patricio viajó a Chile en marzo de 1954 y ella lo hizo cuatro meses después, en un viaje que duró seis semanas. Joan se sorprendió al ver la conservación del apellido materno y que ahora pasaba a llamarse "Joan Turner Roberts de Bunster", donde se entendía a la mujer como propiedad del marido.
En Chile ingresó por concurso al Ballet Nacional Chileno, donde ejerció como bailarina y, posteriormente, coreógrafa. También ejerció la docencia en la Universidad de Chile.

### Matrimonio con Víctor Jara
Tras el nacimiento de su hija Manuela (1960), la pareja se separó, y en segundas nupcias se casó con el joven director de teatro y luego cantante Víctor Jara. Su nuevo esposo tendrá una decisiva participación política, convirtiéndose su música en un símbolo del gobierno de Salvador Allende. Con Víctor tuvo a su segunda hija, Amanda.
Durante el Golpe de Estado del 11 de septiembre de 1973 del dictador Augusto Pinochet contra el presidente Salvador Allende, el 11 de septiembre, Víctor Jara es detenido. Lo llevan al Estadio Chile, donde permanece varios días. Según numerosos testimonios, lo torturan durante horas, le golpean las manos hasta rompérselas con la culata de un revólver y finalmente lo acribillan a balazos el día 16 de septiembre. Su cadáver es encontrado el día 19 del mismo mes. Joan tuvo que efectuar el reconocimiento del cadáver, y tras el entierro debió partir al exilio.
Joan partió al exilio a Gran Bretaña junto a sus dos hijas y regresó a Chile a mediados de los años 80. A su regreso, creó el Centro de Danza Espiral, clave en la formación de varias generaciones de bailarines y coreógrafos, y ha luchado constantemente por esclarecer la verdad del asesinato de su marido.
En 1993, creó la Fundación Víctor Jara, que busca difundir y promover el legado del artista.

### Exilio y labor activista

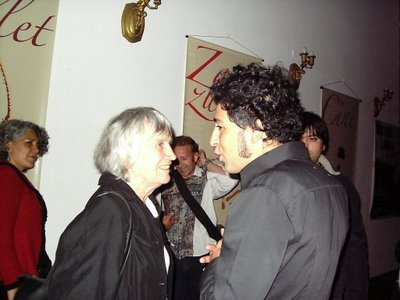
Joan Jara con el cantante Manuel García en 2006.

Ya en Londres, dejó de llamarse Joan Turner de Jara, para adoptar el nombre Joan Jara que le asignó la institucionalidad británica.
Se transformó en una activista contra la dictadura militar chilena y durante muchos años intentó que la justicia chilena aclarase las circunstancias de la muerte de Víctor Jara, aunque no obtuvo avances a pesar de que en 2009 se reactivó el caso al ser arrestado el autor material, pero no intelectual del crimen.
El 3 de marzo de 2009 la Cámara de Diputados, y el 5 de mayo el Senado de Chile, aprobaron concederle la «nacionalidad por gracia». En junio, la presidenta de la República, Michelle Bachelet, le hizo entrega oficial de la nacionalidad chilena.
En 2013, el juez chileno Miguel Vásquez determinó que Víctor Jara murió el 16 de septiembre de 1973 a causa de “al menos, 44 impactos de bala”, según la autopsia. Las pesquisas judiciales indicaron que el hombre que apretó el gatillo fue Pedro Barrientos, que era un teniente del Ejército.
El 27 de junio de 2016, un tribunal federal de Orlando, Estados Unidos, determinó que el exmilitar chileno Pedro Barrientos, nacionalizado estadounidense, era culpable de tortura y asesinato extrajudicial de Víctor Jara. El exuniformado deberá pagar una compensación por daños y perjuicios de 28 millones de dólares para la familia, según determinó el jurado. El juicio civil comenzó con la demanda que interpuso la viuda, Joan Turner Jara, y las dos hijas de la pareja, Manuela Bunster y Amanda Jara. Fue presentada en 2013 por el Centro de Justicia y Responsabilidad (CJA), con sede en San Francisco.
Joan Jara falleció el 12 de noviembre de 2023 a los 96 años.

## Obras

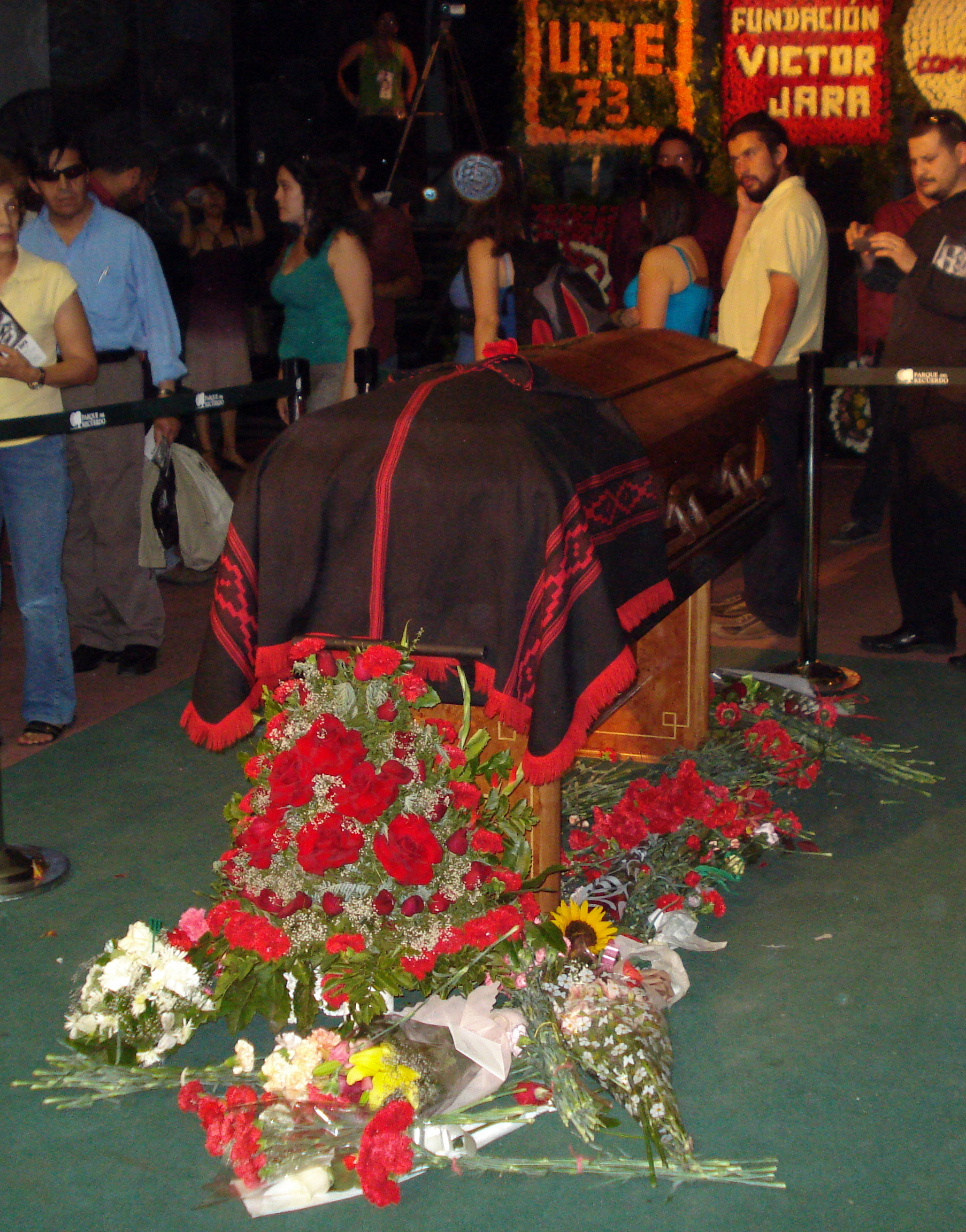
Velatorio de Víctor Jara, realizado en diciembre de 2009 en el "Galpón Víctor Jara".

- En 1983 publicó “Víctor Jara, un canto truncado”
- En 1985 a su regreso del exilio junto con su exmarido Patricio Bunster funda el Centro de Danza Espiral, para formar monitores de danza de barrios populares.

## Cargos
En la Universidad de Chile ejerció como profesora en la Escuela de Teatro y la Escuela de Danza de los siguientes cátedras: Movimiento,  Técnica Moderna, Eukinética y Coréutica.

## Premios y reconocimientos
- En 1999 recibió el Premio de Danza de la Municipalidad de Santiago
- En 2000 se le otorgó un reconocimiento de la Universidad de Chile por su trayectoria profesional y su aporte a la danza.
- En 2004 en el Teatro Municipal de Santiago en el marco del Día Internacional de la Danza recibió una distinción por sus pares.[12]
- En 2010 el cantante Manuel García le escribe la canción «Joan» incluida en el álbum S/T.[13]
- En 2016 recibe la Orden al Mérito Artístico y Cultural Pablo Neruda.[14]
- En 2018 Joan Jara recibe premio de la USACh por su trayectoria en la promoción de los DDHH.[15]
- En 2019 la Academia Chilena de Bellas Artes entrega premio a la trayectoria a Joan Jara.[16]
- En 2021 recibió el Premio Nacional de Artes de la Representación y Audiovisuales de Chile.[3]
- En 2023 La Fundación Centro cultural de Lo Prado, en Santiago de Chile. Nombra su sala de teatro como "Teatro Joan Jara" homenajeando su labor artística y cultural en el país. Este teatro, es un espacio en donde se exhiben obras emergentes y consagradas del Arte nacional e internacional, siendo un nodo cultural vital para el sector norponiente de la ciudad.